# Daniel de Cosnac (1628-1708)

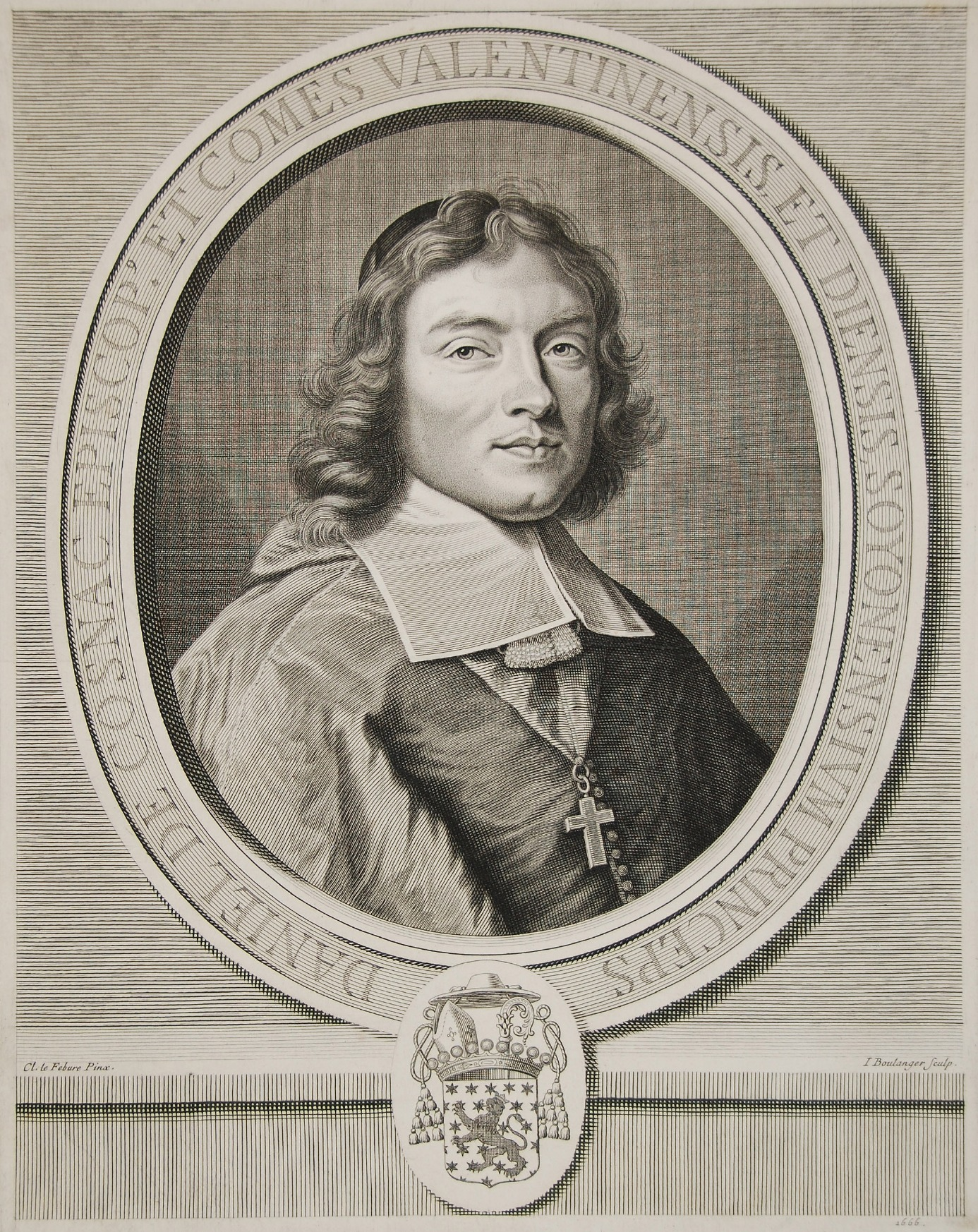
Daniel de Cosnac, aartsbisschop van Aix en prins van Soyons

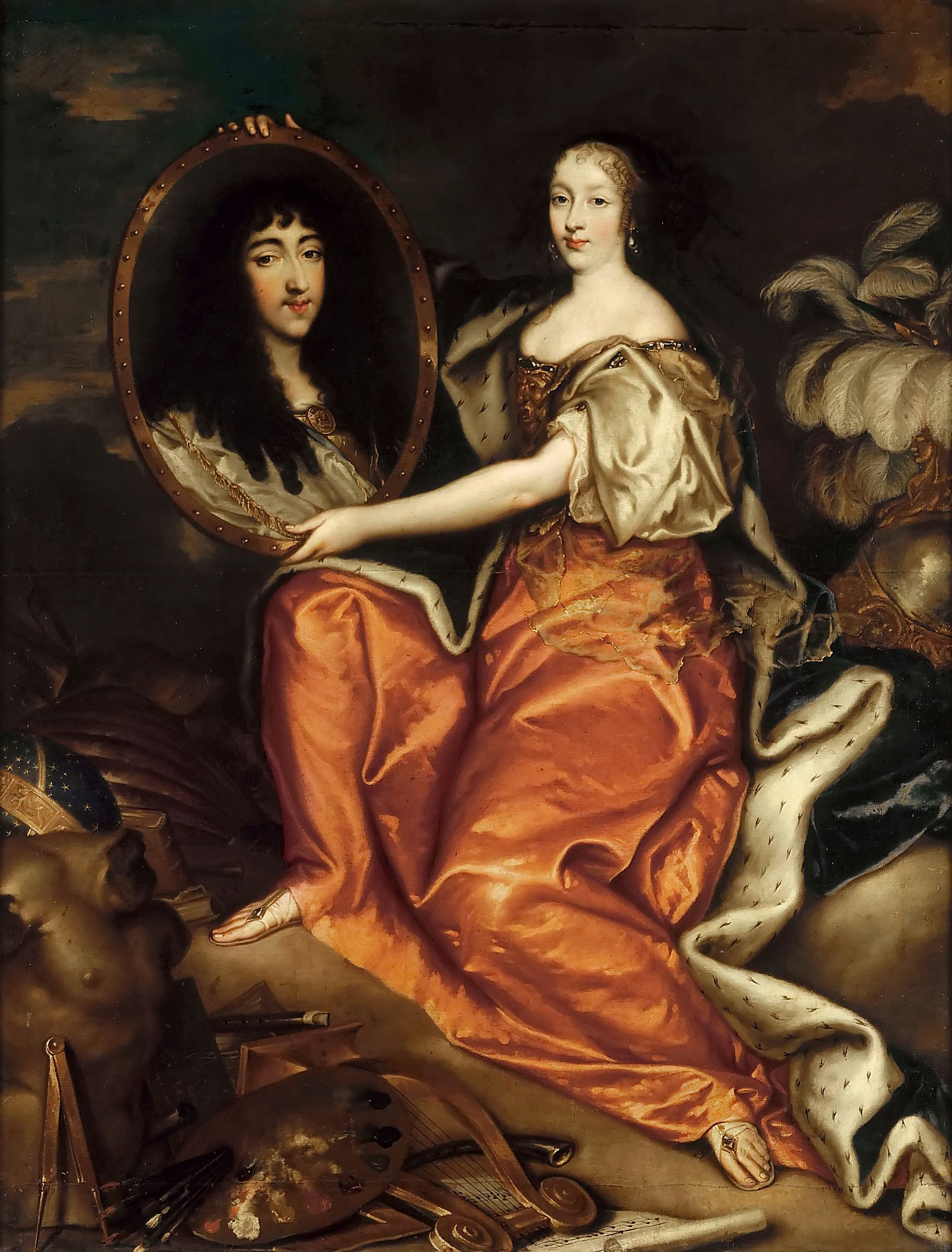
Henriëtte Anne van Engeland houdt in haar handen een portret van haar man Filips van Orléans. Cosnac was een van de minnaars van Filips

Daniel de Cosnac (Cosnac, 18 januari 1628 – Aix-en-Provence, 21 januari 1708) was een edelman en prelaat in het koninkrijk Frankrijk. Hij was graaf-bisschop van Valence en Die (1654-1693), aartsbisschop van Aix-en-Provence (1687-1708), prins van Soyons en titulair abt onder meer van de abdij van Saint-Riquier.

## Levensloop
Cosnac was de derde zoon van François heer en baron van Cosnac in zijn eerste huwelijk met Eléonore de Talleyrand de Chalais, weduwe van de markies van Saint-Aulaire. Cosnac werd geboren op het kasteel van Cosnac in het graafschap Limousin. Hij deed zijn middelbare studies in Brive en Périgueux en behaalde de graad van meester in artes in het college van Navarre. Aan de Sorbonne-universiteit, in Parijs, behaalde hij de graad van licentiaat in het kerkelijk recht (1650 of 1651).

### Hof van de prins van Conti
Als jonge twintiger maakte Cosnac deel uit van de hofhouding van de prins van Conti. Aan het hof van de prins viel zijn ambitieuze houding op, zoals de hertog van Saint-Simon later optekende. Ook de abt van Choisy was verbaasd over de zin voor intrigues, de energie en de welbespraaktheid bij Cosnac. Met de prins van Conti geraakte Cosnac betrokken in de oorlog van de Fronde, een opstand tegen de Zonnekoning. Cosnac werd bevorderd tot eerste kamerheer van de prins van Conti. Zo behoorde hij tot de kring van intimi en raadgevers van de prins. Molière, toen een onbekende theaterspeler, speelde destijds voor de prins en diens hovelingen. De prins van Conti, ooit voorbestemd voor een kerkelijke carrière, koos resoluut voor een militaire carrière. De prins huwde met Anne Marie Martinozzi, nicht van kardinaal Mazarin. Door dit huwelijk ontstond er vrede tussen opstandelingen van de Fronde en de kardinaal-minister-president van Frankrijk. De plaats van Cosnac als vertrouweling was in vrije val door dit huwelijk. Op een ochtend stormde Cosnac de slaapkamer van de prinses van Conti binnen; hij eiste dat haar oom, de kardinaal, hem tot bisschop van Valence benoemde. Deze bisschopszetel was net vrijgekomen. Kardinaal Mazarin wilde hem wel een bisdom geven maar niet Valence. Cosnac reisde naar het kasteel van Versailles. Voor de hele hofhouding verklaarde kardinaal Mazarin dat Cosnac toch het bisdom Valence kreeg. Mazarin gebruikte de beeldspraak van een militair die midden op het slagveld tot maarschalk wordt bevorderd.
Er was één probleem met de bisschopsbenoeming. Cosnac was weliswaar kerkjurist maar geen priester. De aartsbisschop van Parijs twijfelde publiek of Cosnac wel gedoopt was. Cosnac kreeg de lagere wijdingen en de priesterwijding. Op 24 oktober 1655 volgde de bisschopswijding tot graaf-bisschop van Valence en Die, dat toen een eengemaakt bisdom was.

### Hof van de prins van Orléans
Doch Cosnac reisde niet naar Valence. Hij kocht zich het ambt van eerste aalmoezenier van prins Filips van Orléans; hij kocht dit ambt op aangeven van kardinaal Mazarin. Filips was de enige broer van de Zonnekoning en Cosnac werd een van zijn minnaars. Cosnac, bisschop van Valence, zegende het huwelijk in van Filips met Henriëtta Anne van Engeland (1661). Cosnac kreeg van de Zonnekoning fondsen om de kathedraal van Die te heropbouwen; deze lag al een eeuw in puin na de Franse Godsdienstoorlogen. Nadien viel Cosnac in ongenade bij prins Filips; Cosnac had namelijk partij gekozen voor de Engelse echtgenote van Filips en dus tegen de belangrijkste minnaar van Filips, ridder Filips van Lotharingen. Cosnac werd beschuldigd van valsemunterij (hij had zich verstopt in een muntatelier). Bisschop Cosnac werd in een van de gevangenissen van Parijs opgesloten, de gevangenis For-L’évêque.
Dan kocht hij zich vrij uit de gevangenis en ging drie jaar in ballingschap in Gascogne, in het graafschap L'Isle-Jourdain. Dit was in een uithoek van het koninkrijk.

### Koninklijk hof
Nadien verbleef Cosnac vaak aan het koninklijk hof nadat hij zich voor de voeten van de Zonnekoning geworpen had. Cosnac bleef actief binnen de Assemblée du Clérge, de Raad voor geestelijkheid van Frankrijk, gevestigd in Parijs. Regelmatig ging hij naar zijn bisdom Valence. Hij steunde de vervolgingen tegen de hugenoten. Van de 80 protestantse kerken in het bisdom Valence en Die, zo schreef hij naar de Zonnekoning, bleven er maar 10 over; en deze 10 waren het niet waard om af te smijten.
In 1685 steunde bisschop Cosnac voluit het Edict van Fontainebleau, waarmee de Zonnekoning het protestantisme in Frankrijk afschafte. Hij steunde eveneens de Gallicaanse artikelen, waarmee de Zonnekoning de macht van de paus wilde inperken.
In 1687 was de Zonnekoning tevreden over de inzet van bisschop Cosnac en duidde hem aan als aartsbisschop van Aix-en-Provence. Niet zonder verrassing talmden de pausen Innocentius XI en Alexander VIII met deze benoeming. Paus Innocentius XII keurde de benoeming uiteindelijk goed in 1693. Cosnac verhuisde naar Aix. Aartsbisschop Cosnac kreeg het lastig met het kapittel van de kathedraal van Aix. Het kapittel gunde hem geen prebende van de abdij van Saint-Barthélemy. De Zonnekoning moest tussenbeide komen. In 1701 schonk de Zonnekoning hem de abdij van Saint-Riquiers. Cosnac kon deze abdij toevoegen aan zijn prebenden van de abdijen van Orbestier en van Saint-Taurin d’Evreux ook buiten zijn aartsbisdom gelegen.
In Aix leidde hij zijn neef op tot bisschop van Die. Het ging om Gabriel de Cosnac, die later bisschop van Die werd. Hij benoemde zijn neef tot hoofd van het kapittel van de kathedraal.
Cosnac ontving verder de ridderorde van de Heilige Geest en de titel van prins van Soyons. Hij stierf in Aix in 1708.

## Teksten
Aartsbisschop Cosnac heeft zijn memoires en enkele voordrachten aan het hof nagelaten. Over hem schreven meerdere auteurs lofredes, soms ironisch bedoeld. Een ironisch grafschrift voor hem was requiescat ut requievit: ‘dat hij ruste (in vrede) om tot rust te komen’.
- Bibliothèque nationale de France: cb10700741w (data)
- Gemeinsame Normdatei: 1019717947
- International Standard Name Identifier: 0000 0000 6629 4807
- Library of Congress Control Number: n2012024935
- Nationale Bibliotheek van Israël: 987007441395605171
- Nederlandse Thesaurus van Auteursnamen: 071996257
- Système universitaire de documentation: 080897703
- Virtual International Authority File: 14761180
- WorldCat: E39PBJc3KyBdQTrrpDFPgt6Frq